# Castle Coole

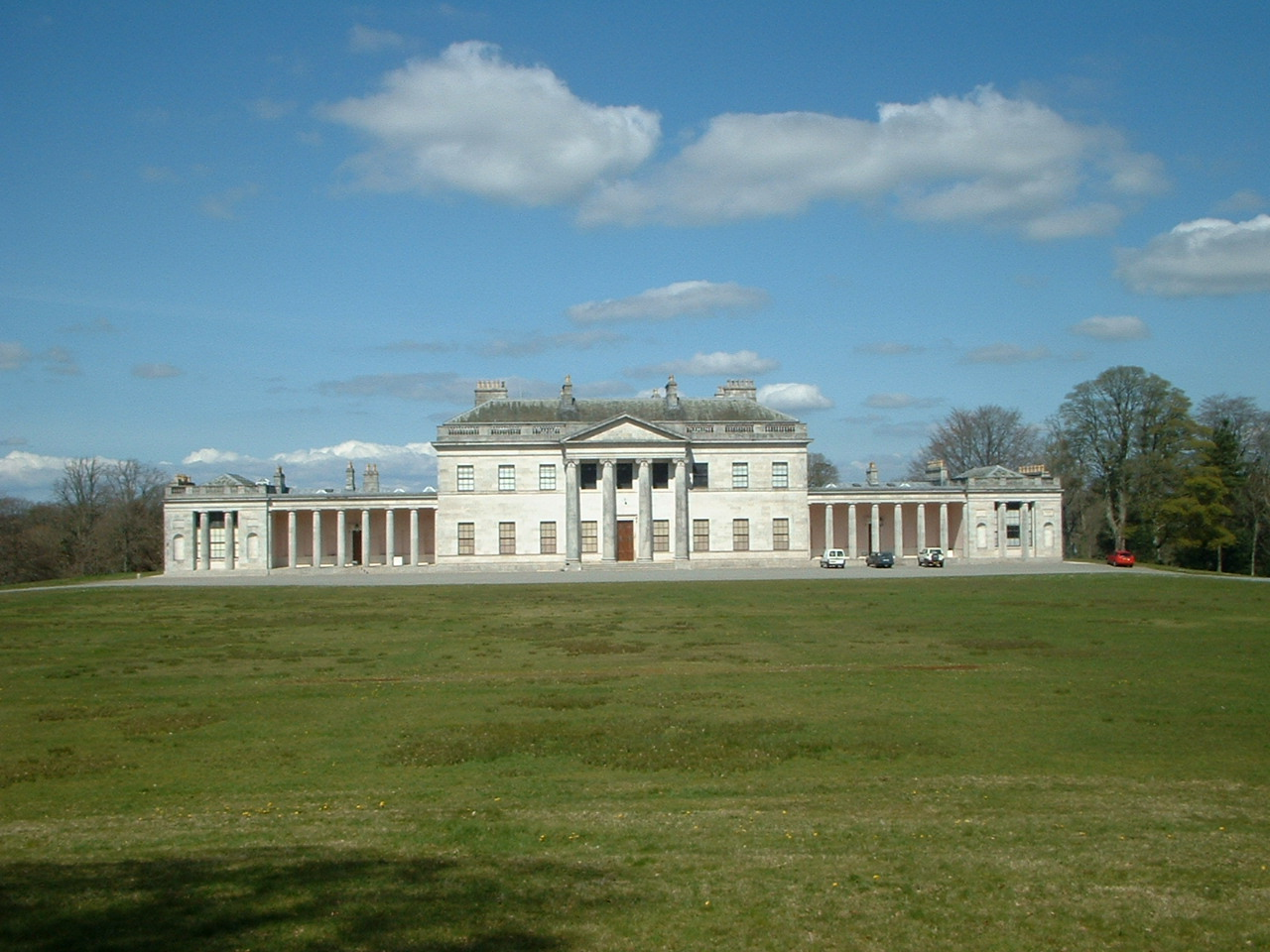
Castle Coole

Castle Coole (irisch Caisleán na Cúile) ist ein klassizistisches Herrenhaus vom Ende des 18. Jahrhunderts in Enniskillen im nordirischen County Fermanagh. Das Townland, in dem es liegt, heißt ebenfalls Castle Coole. Das Haus liegt auf einem 5 km² großen, bewaldeten Anwesen und ist eines der drei Immobilien im County Fermanagh, die vom National Trust verwaltet werden. Die anderen beiden sind Florence Court und Crom Castle.

## Geschichte
Das Anwesen des heutigen Castle Coole kaufte 1656 der Kaufmann John Corry aus Belfast, der Großvater des ersten Earls. Es wurde nach dem Lough Coole (Loch Chúile von Irisch: cúil, dt.: Ecke, Winkel) benannt, einem See, der von den Killynure Hills (Coill an Iúir) umgeben ist. Ein Rath dort und ein Crannóg im Lough Coole selbst gemahnen daran, dass die Gegend bereits seit prähistorischer Zeit besiedelt war. Weitere Seen auf dem Anwesen sind der Lough Yoan und der Bendrum Lough.
Der Standort eines Hauses mit Bawn (Kurtine) und formellem Garten aus dem 17. Jahrhundert ist ein Scheduled Monument.
Castle Coole entstand zwischen 1789 und 1798 als Sommerresidenz von Armar Lowry-Corry, 1. Earl Belmore. Lord Belmore war Mitglied des früheren irischen Parlaments in Dublin für County Tyrone. Außerdem war er ein reicher Erbe und Landbesitzer mit 283 km² Land in ganz Irland, das von seinen Vorfahren – alles erfolgreiche Kaufleute – erworben worden war. Das mit diesen Ländereien erwirtschaftete Einkommen ermöglichte den Bau von Castle Coole zum Preis von £ 57.000 (Wert von 1798), was heute etwa £ 20 Mio. entspricht. Die Platzierung des Herrenhauses auf einem vergleichbar kleinen Anwesen von nur 5 km² in County Fermanagh wählte der Bauherr vorwiegend wegen der intakten ländlichen Umgebung und der Naturschönheiten, wie lichtem Wald mit alten Eichen und kleinen Seen, aber auch wegen der Nähe zum Marktort Enniskillen, wo genügend Hauspersonal für ein großes Herrenhaus zu finden war. Zusätzlich waren schon vor dem Herrenhaus einige kleinere Familienresidenzen auf dem Anwesen gebaut worden, z. B. ein Haus aus der Zeit aus jakobinischer Zeit (später absichtlich niedergebrannt) und ein Haus im Queen-Anne-Stil aus dem Jahre 1709.
Nachdem 1800 der Act of Union beschlossen worden war, der Großbritannien und Irland politisch vereinigte, zog die Familie von ihrem Hauptwohnsitz, einem kleinen Stadthaus in der Sackville Street in Dublin, nach Castle Coole, da der Grund für ein Leben in Dublin, nahe dem irischen Parlament, durch dessen Auflösung weggefallen war.
Im Jahre 1951 übertrug der 7. Earl Belmore Haus und Anwesen an den National Trust, wozu er sich durch den Anfall von gleich zwei Erbschaftssteuern genötigt sah, da der 5. und der 6. Earl unerwartet im Abstand von nur 18 Monaten starben. Aber die Einrichtung des Hauses, einschließlich vieler der Stücke, die heute Besucher bewundern können, blieb Earl Belmores Eigentum. Der National Trust öffnet das Herrenhaus in den Sommermonaten für Besucher; das Anwesen kann man das ganze Jahr über besuchen. In den Jahren 1980–1988 war das Herrenhaus für die Öffentlichkeit nicht zugänglich, da der National Trust größere Restaurierungsarbeiten durchführen ließ, z. B. die Demontage und Wiedermontage der Fassade, um Metallanker zu Halterung der Steinplatten auszutauschen, da diese verrostet waren. Dies führte man mit solcher Sensibilität und Sorgfalt durch, dass der verwitterte Stein heute noch vollkommen unangetastet aussieht. Zur Feier der Wiedereröffnung war Queen Mum nach Castle Coole eingeladen. Als Teil des Eigentumsübergangs an den National Trust vereinbarte man, dass der Earl Belmore ein Appartement im Südflügel erhält, das derzeit von seinem Erben und dessen Familie genutzt wird. Der Earl selbst lebt in einem kleinen Haus an anderer Stelle auf dem Anwesen.

## Architektur
Das klassizistische Haus war das Werk zweier Architekten aus der georgianischen Ära, die nicht zusammenarbeiteten. Richard Johnston, ein irischer Architekt, wurde ursprünglich beauftragt und stellte das Kellergeschoss fertig. Dann aber wurde Johnston zugunsten des englischen Modearchitekten James Wyatt von seinen Pflichten entbunden. Wyatt begann den Bau nicht neu, sondern setzte ihn da fort, wo Johnston aufgehört hatte, und stellte das Herrenhaus im selben Stil fertig. Wyatt hielt sich eng an die klassizistischen Ideale von Zurückhaltung, Symmetrie und peinlich genauen Proportionen, wobei die architektonischen Details sorgsam abgestimmt wurden. Einem ionischen Portikus wurden Seitenflügel mit dorischen Kolonnaden auf beiden Seiten des Hauptblocks entgegengesetzt. Wyatt besuchte vermutlich nie das Anwesen, sondern sandte seine Zeichnungen für das Haus aus London. Die sehr schönen und vielgestaltigen Stuckdecken waren alle das Werk des englischen Kunsthandwerkers Joseph Rose.
Bemerkenswerte Aspekte des Herrenhauses sind z. B. die zurückhaltenden, aber eindrucksvollen Fassaden aus Portlandstein und der nüchterne Portikus mit den auffallenden ionischen Kapitellen. Innen findet man noch mehr von der zurückhaltenden Größe, z. B. die Eingangshalle mit ihren vier massiven Stuckmarmorsäulen. Eine doppelte Kragtreppe führt zu einem ungewöhnlichen Salon mit doppelter Raumhöhe im ersten Obergeschoss, der bis ins zweite Obergeschoss ragt, wo sich eine Galerie zu den Schlafräumen befindet. Beide Räume sind reich mit dorischen Säulen in Stuckmarmor mit abnehmender Größe verziert.
Wyatt entwarf auch einige der wichtigsten Möbelstücke im Herrenhaus. Solche von Architekten entworfene klassizistischen Stücke, die sich immer noch an der Stelle befinden, für die sie konstruiert worden sind, sind selten. Ihren ästhetischen Wert schöpfen sie aus ihrer Erhaltung am ursprünglichen Standort. Weitere Möbelstücke wurden vom 2. Earl beschafft, als der Regencystil modern war, sowie von späteren Generationen. Das Erscheinungsbild der Innenräume ist daher heute vielschichtig, nicht nur klassizistisch.

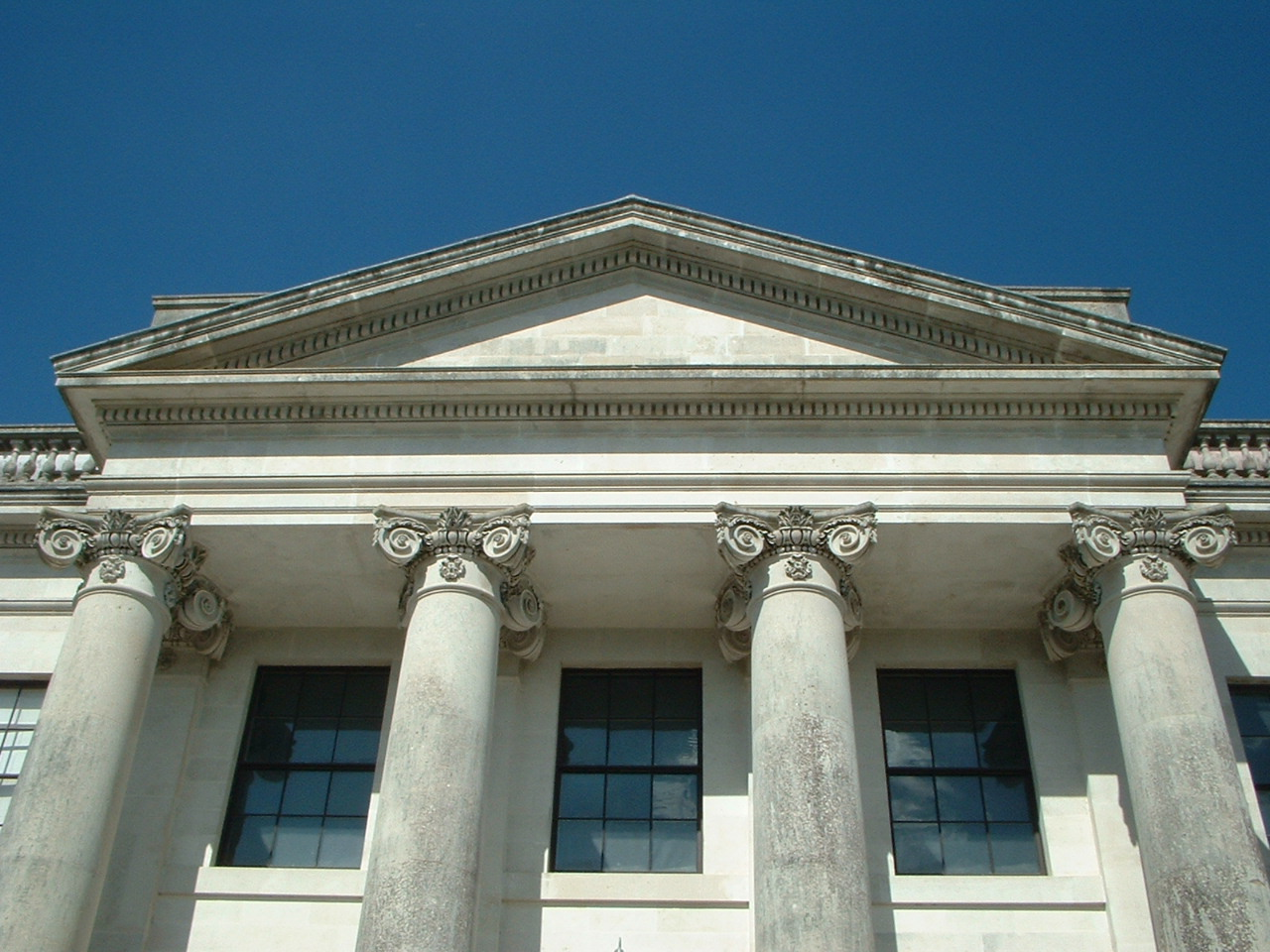
Detail des Portikus von Castle Coole mit den nackten Kapitellen auf den ionischen Säulen, die der reinen Komposition Größe verleihen

Ein Paradeschlafzimmer, das 1821 König Georg IV. hergerichtet, aber von ihm nie genutzt, wurde, da er nie kam, enthält noch die ursprüngliche Ausstattung, ein Himmelbett und die beflockte Tapete. Ein Salon, möbliert im Empirestil, ein Treppenhaus im Greek-Revival-Stil und ein Hausarbeitsraum im chinesischen Stil zeigen die Bedeutung weltläufiger Kenntnis und Befindlichkeit in der Regency-Periode. Familienmotive auf italienischen Marmorkaminsimsen und das Stuckfries in der Eingangshalle zeigen, wie wichtig dem ersten Earl seine Familiengeschichte war. Von den Zimmern an der Gartenfront aus überblickt man den Lough Coole.

## Räume für die Dienerschaft
Unter dem Haus gibt es einen ausgedehnten Keller, der sich auch etwas unter die im Nordwesten angrenzende Rasenfläche erstreckt. Diese unterirdischen Räume sind teilweise restauriert und öffentlich zugänglich. Sie enthalten Küchen, ein Speisezimmer für die Dienerschaft, Speisekammern, Weinkeller, Wäscheräume, ein römisches Wannenbad, eine Brauerei und andere Einrichtungen. In Castle Coole gibt es keine oberirdische Tür zu den Räumen der Dienerschaft. Wyatt gedachte, wie viele klassizistische Architekten, eine perfekte Komposition antiker Proportionsprinzipien, isoliert in einer „natürlichen“ Landschaft, zu schaffen. So sind die Hauswirtschaftsräume alle nur durch einen Tunnel vom 80 Meter entfernten Stallgebäude aus zu erreichen, sodass Lieferanten, Diener und Hauspersonal ungesehen ins Haus und wieder nach draußen gelangten und des Architekten oberirdische, klassizistische Komposition nicht vom täglichen Geschäft gestört würde.
Es gibt zahlreiche Nebengebäude auf dem Anwesen. Die interessanten davon sind die Loggien, der „Grand Yard“, Werkstätten, Stallungen, ein „Tallow House“ (ursprünglich zur Herstellung von Kerzen genutzt, heute ein Andenkenladen und Empfangsraum). Der Eingang zum Tunnel, der zu den Räumen für die Dienerschaft führt, befindet sich anschließend an den „Grand Yard“.

## Anwesen
Ein Großteil der ursprünglich angepflanzten Eichen, Eschen und Buchen des Landschaftsparks, der heute von Rindern und Schafen beweidet wird, wie ursprünglich gedacht, sind heute noch erhalten. Ein wesentlicher Teil des Anwesens wurde immer schon landwirtschaftlich genutzt und an ortsansässige Bauern verpachtet, was auch heute noch fortgeführt wird. Ein Teil der Fläche im Südwesten wird heute vom Enniskillen Golf Club eingenommen, und dort wurde die ursprüngliche Bepflanzung den Erfordernissen eines modernen Golfplatzes angepasst. Der südöstliche Teil des Anwesens wurde verkauft. Dort entstand der Killyevlin Industrial Estate, ein Gewerbegebiet.
Eine Ha-Ha – einen Graben, der Wildwechsel ohne sichtbare Unterbrechung der Landschaft durch einen Zaun oder eine Mauer verhindert – kann man nahe dem Herrenhaus sehen. Wenige Überreste der früher ausgedehnten Parterres des früheren Barockhauses kann man im Park sehen, aber sie sind heute schwierig zu finden, auch wenn sie auf Tafeln, die der National Trust installieren ließ, erläutert sind.

## Familie
Das Earldom der Belmore ist nach dem nahegelegenen Belmore Mountain (Sliabh Bhéal Mór), 11 km westlich von Enniskillen, benannt. Corry hatte gehofft, Earl of Enniskillen genannt zu werden, aber der Titel wurde an die Familie Cole von Florence Court vergeben. Die Ursprünge der Familie Corry kann man in Belfast finden, aber über die Ursprünge der Familie Lowry gibt es mehr Unsicherheiten. Die Lowrys könnten ursprünglich aus Dumfries in Schottland gekommen sein.
Als Mitglied der Peerage of Ireland hatte der Earl of Belmore einen Sitz im irischen Oberhaus, bis dieses 1801 abgeschafft wurde. Der zweite und der vierte Earl saßen daher im britischen House of Lords.

## Personal

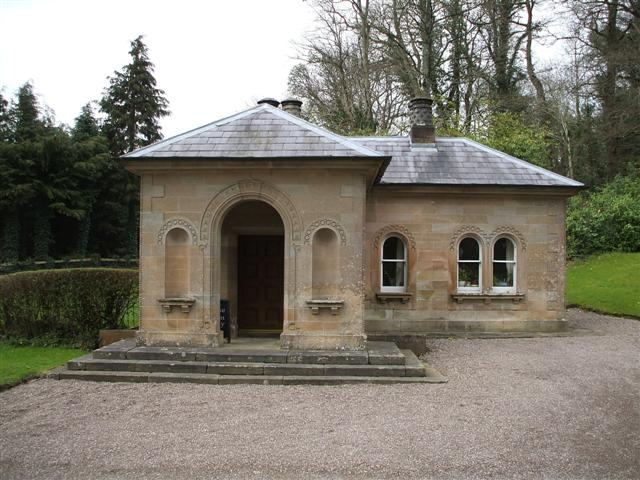
Torloggia an der Einfahrt zum Anwesen

Zu Hochzeiten gab es in Castle Coole etwa 90 Angestellte, Hausangestellte und draußen Beschäftigte zusammen. Der Keller des Herrenhauses war ganz die Domäne der Hausangestellten. Die draußen Beschäftigten fanden ihre Bleibe hauptsächlich in den Gebäuden um den „Grand Yard“. In der Frühzeit von Castle Coole, als der Hauptwohnsitz der Familie Belmore in Dublin war, blieben immer etwa 5–10 Diener im Herrenhaus, wenn die Familie nicht da war. Dies trug zum exzellenten Zustand des Hauses bis heute bei; die ständige Anwesenheit wirkte dem Verfall entgegen und mag große Unglücksfälle, wie Brände, verhindert haben.
Wie in vielen anderen Herrenhäusern bildete sich eine Hierarchie innerhalb der Dienerschaft. Der Chefkoch z. B. hatte eine Zweizimmerwohnung über den Küchen, die von diesen gewärmt wurde. Auch der Butler hatte eine eigene Wohnung. Ein Stiefeljunge oder ein anderer, einfacher Hausangestellter hatten nur einen Platz in einer Gemeinschaftsunterkunft zusammen mit anderen niederen Dienern.

## Viktorianisches Schlafgemach
Castle Coole wurde zur Saison 2006 am 17. März wieder öffentlich zugänglich gemacht. Die Wiederherstellung des viktorianischen Schlafgemaches erinnert heute an die vier Jahre australischen Einflusses auf Castle Coole. Somerset Lowry-Corry, 4. Earl Belmore, wurde am 8. Januar 1868 zum konservativen Gouverneur von New South Wales ernannt und füllte das Amt bis zum 23. Februar 1872 aus. Im Government House in Sydney wurde am 1. Mai 1870 der erste Sohn des 4. Earls geboren, der später der 5. Earl Belmore wurde. Lady Belmore fand das Sommerklima in Sydney drückend und trotz häufiger Aufenthalte in der Sommerfrische in Moss Vale veranlasste die Sorge um die Gesundheit seiner Gattin Lord Belmore, den Gouverneursposten am 26. Juni 1871 aufzugeben, sodass seine Familie im Folgejahr auf Castle Coole zurückkehren konnte. Die Bahnhöfe namens Belmore Park in Sydney und Goulburn sind Zeugen des Eisenbahnbaus in New South Wales unter Gouverneur Lord Belmore und seiner persönlichen Beliebtheit in Australien.
Als Schlafgemach des 4. Earls und seiner Gattin auf Castle Coole vor und nach den vier Jahren in Australien erinnert das viktorianische Schlafgemach an diese Zeit.
Castle Coole kann nur in geführten Touren besichtigt werden. Sie sind auf der Website des National Trust zu buchen.